# Victor Buescu
Victor Buescu (n. 9 noiembrie 1911, Coțofenii din Față, Dolj, România – d. 5 iunie 1971, Lisabona, Portugalia) a fost un filolog clasicist, traducător și poet român. S-a stabilit din anul 1943 în Portugalia, unde a fost numit lector de limba română la Universitatea din Lisabona, continuând să predea acolo până la sfârșitul vieții.

## Biografie
S-a născut într-un sat oltenesc în familia agricultorului Gheorghe Buescu și a soției sale, Elena (n. Constantinescu). A urmat școala primară la Coțofenii din Față (1918-1922), Liceul „Carol I” din Craiova (1922-1929), obținând cea mai mare medie din România la examenul de bacalaureat, apoi a studiat la Facultatea de Litere și Filosofie, secția limbi clasice, a Universității din București (1929-1933), absolvind magna cum laude. A participat ca voluntar la săpăturile arheologice de la Histria.
Și-a continuat studiile la École Pratique des Hautes Études din Paris între anii 1933 și 1936, fiind student al lui Alfred Ernout și Jules Marouzeau, apoi predând ca lector de limba română la Universitatea Sorbona până în 1938. Reîntors în România, a fost numit asistent (1938-1939; 1940-1943) la Catedra de limba greacă, apoi la cea de limba latină (condusă de prof. Niculae I. Herescu) ale Universității din București și și-a susținut în 1939 teza de doctorat cu titlul Les „Aratéa” de Cicéron, la care începuse să lucreze încă în Franța. Și-a satisfăcut stagiul militar la Școala de Ofițeri de Rezervă din Ploiești în 1940. Teza sa de doctorat, redactată în limba franceză, a fost publicată în 1941 și este considerată una dintre cele mai importante opere de filologie clasică din secolul al XX-lea. În anul următor a publicat colecția de studii clasice Problèmes de critique et d’histoire textuelle. Ambele lucrări au fost reeditate la Hildesheim în 1966 și, respectiv, 1973. 
Victor Buescu a fost numit în anul 1943 în funcția de lector de limba română la Facultatea de Litere a Universității din Lisabona, la recomandarea profesorului Herescu, și a predat în cadru organizat până în 1946, când lectoratul a fost desființat, după care a continuat să țină cursuri libere pentru cei interesați până la sfârșitul vieții. Universitatea i-a recunoscut meritele mai târziu, numindu-l asistent la sfârșitul anului 1961 și apoi, cu puțin timp înainte de moarte, profesor auxiliar de limba și cultura română la Facultatea de Litere. A participat la mai multe congrese internaționale (Congresul de Toponimie și Antroponimie, Bruxelles, 1949; Congresul Ovidianum, Sulmona, 1959; Colocviul Eminescu, Veneția, 1964; Congresul de Studii Mediteraneene, Malta, 1969).

## Activitatea publicistică
Victor Buescu a debutat cu articole rebusistice în 1929, publicând primele sale studii de specialitate în anul 1934 în Revista clasică (1934). A mai colaborat cu note și recenzii din literatura latină și portugheză în revistele Viața Românească, Ion Maiorescu, Ausonia, Buletinul Institutului de Studii Latine (la care a îndeplinit funcția de prim-redactor), Vremea, Revista Fundațiilor Regale, Dacia rediviva etc.
A publicat studii de filologie clasică și română în reviste de specialitate din București, din Portugalia, din Franța, din Italia și din Spania: Revista clasică (București), Revue des Études Latines (Paris), Humanitas (Coimbra), Revista da Faculdade de Letras (Lisabona), Euphrosyne (Lisabona) și în vol. academice omagiale sau într-o serie de publicații de filologie romanică din diferite țări europene. Studiile publicate, volumele Hespéria. Antologia de cultura greco-latina (1964) și Introdução à cultura clássica (1970) și comunicările susținute la congresele internaționale i-au creat o reputație de specialist.
A lucrat la elaborarea unui Dicionário de romeno-portuguęs (circa 30.000 de cuvinte), care a fost finalizat postum și publicat de soția sa, Maria Leonor Carvalhão Buescu, în colaborare cu Mihaela Mancaș și Mihai Zamfir (1977). A scris versuri și a publicat, în 1953, volumul de Atol.
A desfășurat o activitate bogată de traducător al literaturii române în limba portugheză, publicând volumele Contos romenos (1943) și Novos contos romenos (1946) și traducând, singur sau în colaborare cu diverși scriitori lusitani, opere literare românești de referință precum poeziile lui Mihai Eminescu, Amintiri din copilărie de Ion Creangă, Viața la țară de Duiliu Zamfirescu, Pădurea spânzuraților de Liviu Rebreanu, precum și scrieri ale lui Cezar Petrescu, Mihail Sadoveanu, Ioan Al. Brătescu-Voinești, Gib I. Mihăescu, Ionel Teodoreanu ș.a. Cea mai mare parte a traducerilor din literatura română a apărut în cadrul Colecției Lectoratului Român de la Facultatea de Litere din Lisabona.

## Opera
- Cicéron, Les Aratéa, texte établi, traduit et commenté par Victor Buescu, București-Paris, 1941 (ed. a II-a prefațată de Alfred Ernout, Hildesheim, 1966);
- Problèmes de critique et d’histoire textuelle, prefață de Niculae I. Herescu, București-Paris, 1942 (ed. a II-a, anastatică, ediție prefațată de Alexandru Ciorănescu, Hildesheim - New York, 1973);
- Atol, versuri, Lisabona, 1953; ediția a II-a, postfață de Vasile Turculescu, București, 1999;
- Hespéria. Antologia de cultura greco-latina, antologie, pref. și note de Victor Buescu, Lisabona, 1964;
- Introdução à cultura clássica, Lisabona, 1970;
- Un mito romano en la literatura portuguesa, Salamanca, 1971;
- Dicionário de romeno-portuguęs, coordenado por Victor Buescu, Porto, 1977;
- Alte poeme, București, 1999.

## Traduceri
- Contos romenos, antologie și trad. în colab., Lisabona, 1943;
- Liviu Rebreanu, A Floresta dos Enforcados (Pădurea spânzuraților), Lisabona, 1945 (în colaborare cu João Carlos Celestino Gomes);
- Novos contos romenos, antologie și trad. în colab., Lisabona, 1946, reeditată în 1949 și 1960;
- Ion Creangă, Recordaçőes de infância (Amintiri din copilărie), prefață de Jean Boutière, Ed. Sá da Costa, Lisabona, 1947 (în colaborare cu António Ruivo Mousinho), reeditată în 1960;
- Duiliu Zamfirescu, Vida no campo (Viața la țară), în Jornal O Século din Lisabona, numerele din 18 mai 1947 până în 28 iunie 1947 (în colaborare cu Rogério Peres Claro);
- Mihai Eminescu, Poesias/Poezii, selecção, tradução, prefácio e notas de Victor Buescu, prefață de Mircea Eliade, Ed. Fernandes, Lisabona, 1950 (în colaborare cu Carlos Queiroz), Poezii - Poesias, ediție bilingvă, București, 2000 (în colaborare cu Carlos Queiroz și Luciano Maia);
- Haralambie Mihăescu, O barbarisme secundo os gramaticos latinos, Coimbra, 1954 (în colaborare cu Manuel de Paiva Boléo);